# Corpo XX (Reino Unido)
O Corpo XX (em inglês: XX Corps) foi um corpo de exército do Exército Britânico durante a Primeira Guerra Mundial que atuou na Campanha do Sinai e Palestina do teatro de operações do Médio Oriente. Foi formado na Palestina em junho de 1917 sob o comando do tenente-general Philip Chetwode e fez parte da Força Expedicionária Egípcia.
A seguir ao fracasso britânico na Segunda Batalha de Gaza (abril de 1917), a Força Expedicionária Egípcia foi completamente reestruturada pelo seu novo comandante-em-chefe, o general Edmund Allenby. A sua componente de infantaria foi então dividida em dois corpos: o Corpo XX e o Corpo XXI.
O Corpo XX foi inicialmente composto por quatro divisões de infantaria:
- 10.ª Divisão Irlandesa (10th (Irish) Division), que tinha sido criada em agosto de 1914.
- 53.ª Divisão de Infantaria Galesa (53rd (Welsh) Infantry Division), criada originalmente em 1908.
- 60th (2/2nd London) Division, criada em agosto de 1914.
- 74.ª Divisão Yeomanry (74th (Yeomanry) Division), criada em fevereiro de 1917.

As primeiras entradas em ação do Corpo XX foram na Batalha de Bersebá (uma das fases inicial da Terceira batalha de Gaza), em 31 de outubro de 1917. Nessa batalha, a 60.ª e a 74.ª divisões capturaram posições otomanas a oeste da cidade mas não estiveram envolvidas no assalto final. Uns dias depois, na Batalha de Hareira e Sheria, a 6 de novembro o corpo levou a cabo um ataque frontal contra as fortificações otomanas nas imediações de Sheria, no qual a 10.ª, 60.ª e 74.ª divisões tiveram êxito. A 10.ª Divisão capturou o reduto de Hareira a 7 de novembro e a 60.ª Divisão avançou em Huj para apoiar o esforço da Divisão Montada Australiana para cortar a retirada do exército otomano.
O Corpo XX participou também na Batalha de Megido e na subsequente perseguição até Damasco.